# Städel
Städelsches Kunstinstitut und Städtische Galerie, i folkemunde: Städel, er et kunstmuseum i Frankfurt am Main, Tyskland. Museet har en af de mest omfangsrige og betydningsfulde samlinger i Tyskland.
Städel har en samling på næsten 2.700 malerier, hvoraf 600 er udstillet, samt omkring 100.000 tegninger og tryk, og 600 skulpturer. Museet dækker en areal på omkring 4.000 m² og et bibliotek med 100.000 bøger og 400 tidsskrifter. Tegninger og tryk er ikke udstillet og opbevares på første sal, men kan ses efter aftale.

## Baggrund
Städel blev grundlagt i 1815 af den frankfurtiske handelsmand og bankier Johann Friedrich Städel. I 1875 blev museet udvidet med en ny fløj, opført efter stilretningen der var gældende under gründerzeit. Den nye fløj udgør for nuværende hovedparten af museumspladsen. Ved starten af det 20. århundrede indeholdte museumsgalleriet en af de mest betydningsfulde samlinger i Tyskland af europæisk kunst. Af andre betydningsfulde kunstmuseer kan nævnes, 
Gemäldegalerie Alte Meister i Dresden, Alte Pinakothek i München og Altes Museum i Berlin. 
I 1939 blev kunstsamlingen flyttet ud af Frankfurt for at beskytte den mod ødelæggelser under krig. Museet led omfattende skade som følge af luftbombardementer, men blev genopbygget i 1966 efter tegning af arkitekt Johannes Krahn. Museet blev udvidet med en ny fløj i 1990 tegnet af Gustav Peichl; den nye fløj udstiller moderne kunst og specielle udstillinger.

## Samling
Städel har en samling af europæiske maleri der strækker sig over syv århundreder. Med tidlige værker fra senmiddelalderen, ind i den gotiske kunstperiode, over renæssancen, barokken og rokokoen og frem til det 19. og 20. århundreder.

### Senmiddelalder
Samlingen fra senmiddelalderen, fra det 14. århundrede, består hovedsageligt af værker fra italienske kunstnere og kunstnere fra den tysktalende verden.
- Barnaba da Modena, Madonna med barn, 1367
- Ukendt maler, Paradishaven, 1410-20

### Renæssance
Fra den italienske renæssance er blandt andet repræsenteret ved to skønmalerier af Sandro Botticelli og Bartolomeo Veneto, der hver på sin vis er en afbildning af en idealkvinde. Ligesom der er madonnamalerier af Rafael og Perugino.
- Bartolomeo Veneto, Portræt af Lucrezia Borgia c.1520-25
- Sandro Botticelli, Portræt af Simonetta Vespucci c.1480
- Giovanni Bellini, Jomfru Maria med barn, Johannes Døberen, og helgenen Elisabeth tidlig 16. århundrede
- Perugino, Jomfru Maria med barn og Johannes Døberen, c.1500

Den nederlandske renæssance er repræsenteret ved Jan van Eyck, Hieronymus Bosch
Og Robert Campin.
- Jan van Eyck, Lucca-Madonna, c.1437/8
- Hieronymus Bosch, Ecce Homo, c.1480-90
- Robert Campin, Helgen Veronika, c.1430

Tyske renæssancekunstnere tæller blandt andet Hans Holbein den ældre, Hans Holbein den yngre samt Lucas Cranach den ældre. Sidstnævnte med '’Venus og malerier af Frederik 3. af Sachsen og Johan den standhaftige af Sachsen.
- Hans Holbein den yngre, Portræt af Simon George of Cornwall c. 1535-40
- Hans Holbein den yngre, Madonna, c.1526/8
- Lucas Cranach den ældre, Venus, 1532
- Lucas Cranach den ældre, Altertavle, 1509

### Barok og rokoko
Den italienske og franske barok og rokoko er blandt andet repræsenteret ved Pietro Longhi, Canaletto, Giovanni Battista Tiepolo, Nicolas Poussin, og Antoine Watteau.
- Canaletto, Venedig fra Riva degli Schiavoni c.1730-40
- Giovanni Battista Tiepolo, Barbarofamilien von, c.1750
- Nicolas Poussin, Torden og landskab c.1651
- Antoine Watteau, Afsked fra Kithira, c.1710

Städel har også en række værker af kunstmalere fra den den hollandske guldalder. Heriblandt Johannes Vermeer (Geografen), Rembrandt Jan van Goyen, Jan Davidsz. de Heem og Frans Hals.
- Johannes Vermeer, Geografen c.1669
- Rembrandt, Samsons blinding , 1636
- Jan van Goyen, Havet ved Haarlem, 1656
- Frans Hals, den ene del af dobbeltportrættet af En mand og en kvinde, 1638

I samme periode er tysk kunst repræsenteret ved blandt andet Adam Elsheimer, Georg Flegel, Jacob Philipp Hackert og Johann Heinrich Wilhelm Tischbein.
- Adam Elsheimer, altertavle, midtester panel, c. 1605/9
- Georg Flegel, Stillleben mit brød og sukker, c.1637
- Jacob Philipp Hackert, Udsigt over Skt. Peter i Rom, 1777
- Johann Heinrich Wilhelm Tischbein, Goethe i Campagna, 1787

### 19. århundrede
Fra det 19. århundredes franske kunstnere indeholder samlingen blandt andet Eugène Delacroix, Jean-Baptiste Camille Corot og Charles-François Daubigny; realismemaleren Gustave Courbet (Bølgen), impressionisterne Claude Monet, Édouard Manet, Edgar Degas og Pierre-Auguste Renoir samt symbolisten Odilon Redon.
- Eugène Delacroix, Fantasia arabe, 1833
- Gustave Courbet, Bølgen, 1869/70
- Gustave Courbet, Udsigt over Frankfurt, 1858
- Claude Monet, Morgenmaden, 1868

- Édouard Manet. Kroketspillerne, 1873
- Edgar Degas, Orkestermusikerne, 1870/1
- Pierre-Auguste Renoir, Morgenmaden, 1879

### Moderne kunst
I samlingen af moderne kunst haves kunstværker fra alle større stilarter. Med kunstnere som f.eks. Pablo Picasso (kubisme), Henri Matisse (fauvisme), ekspressionismem er bredt repræsenteret med værker af Edvard Munch, Die Brücke, Der Blaue Reiter, Ernst Ludwig Kirchner, Erich Heckel, Franz Marc, Emil Nolde, Max Beckmann og August Macke.
- Franz Marc, Liggende hund i sne, 1910/1